# Williamstown (Victoria)
 (février 2014).
Si vous disposez d'ouvrages ou d'articles de référence ou si vous connaissez des sites web de qualité traitant du thème abordé ici, merci de compléter l'article en donnant les références utiles à sa vérifiabilité et en les liant à la section « Notes et références ».

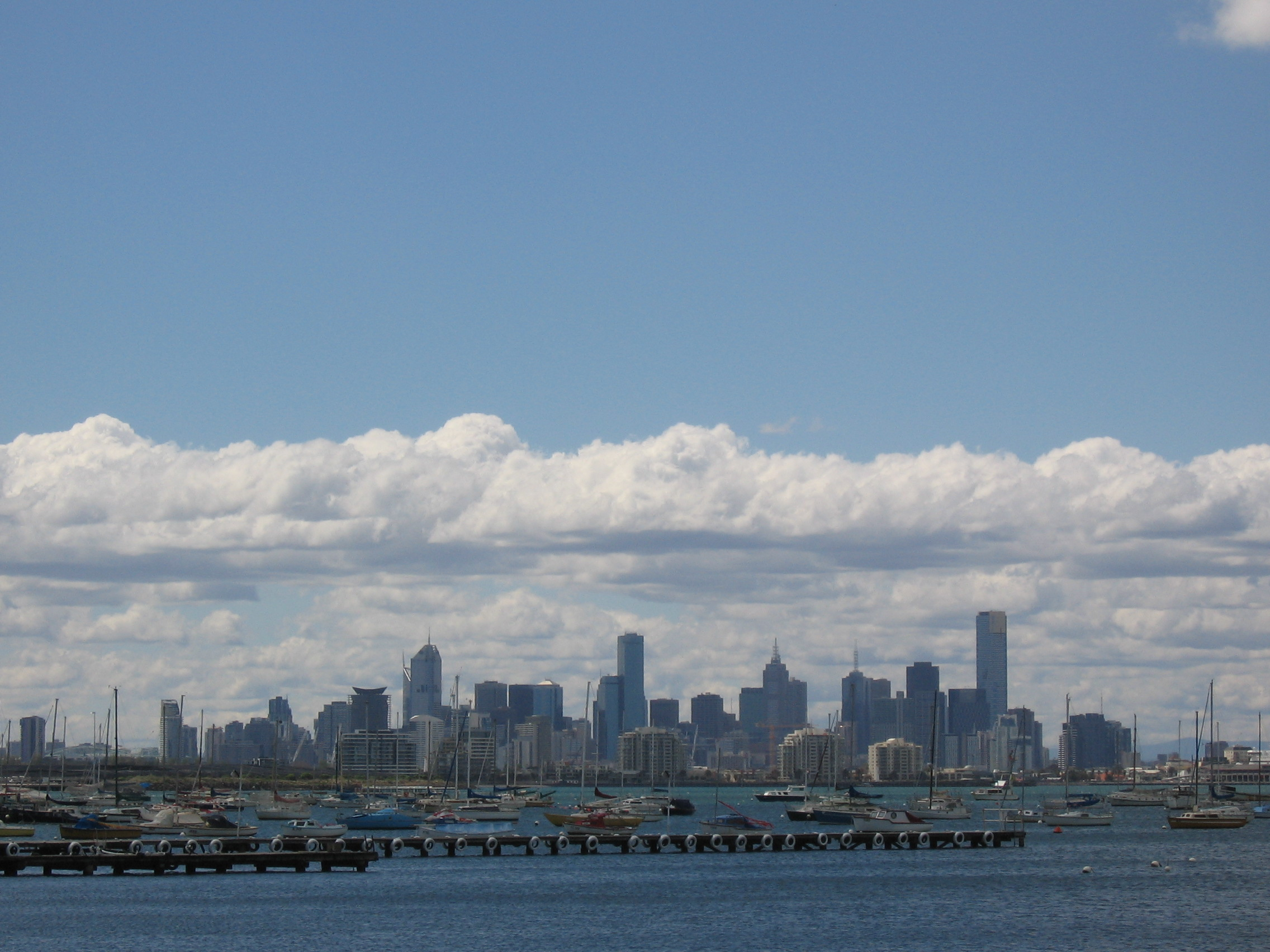
vue du centre-ville de Melbourne depuis Williamstown

Williamstown est une banlieue de Melbourne situé à 9 km au sud-ouest du centre-ville.

## Géographie
Elle fait partie de la ville de Hobson Bay. Au recensement de 2011, Williamstown avait 13 203 habitants et une superficie de 5,5 km2. Williamstown est à environ 15 minutes en voiture de Melbourne via le West Gate Freeway et à 30 minutes de la gare de Flinders Street. Le trajet en ferry de Southgate dure environ une heure.
Dans la dernière décennie, Williamstown a reçu un lifting et est devenue un important centre touristique. Il conserve la cohérence et le charme d'un village maritime en grande partie grâce aux nombreux bâtiments historiques. La prolifération des cafés et restaurants sont une caractéristique majeure de Nelson Place, qui longe la plage tandis que les bateaux, yachts et canots décorent le rivage et les bateaux de navigation à travers l'estuaire, en route vers le port de Melbourne.
Le Festival de Williamstown a lieu chaque année en mars-avril, est le principal festival communautaire pour la région de l'Ouest de Melbourne. Il célèbre et favorise l'identité unique de Williamstown, en se concentrant sur son réglage de port spectaculaire ainsi que la vie culturelle dynamique de la communauté.

## Vie culturelle
Maintenant dans sa septième année, le Festival littéraire de Williamstown (tenu en mai) est un événement culturel populaire locale en mettant l'accent sur la littérature, le théâtre et l'écriture qui présente des écrivains et hommes de lettres établi et émergents. Il y a un fort accent sur la participation locale, avec la remise annuelle Peoples Choice présentant les écrivains aspirants et les poètes locaux.
Williamstown Little Theatre, ouvert depuis 1946 et situé dans une boulangerie converti au 2-4 Albert Street, est l'une des principales sociétés de théâtre non-professionnel à Melbourne. Le court métrage Westside Night est un événement mensuel en cours et en est à sa sixième année.
Il y a une sensation maritime forte à Williamstown, créé à la fois par la présence du phare de Williamstown, BAE Systems et les nombreux yachts flottant sur Hobsons Bay. Le Williamstown Sailing Club, Victoria Royal Yacht Club, Hobson Bay Yacht Club et Victoria Royal Motor Yacht Club sont tous situés sur Nelson Place.

## Vie sportive

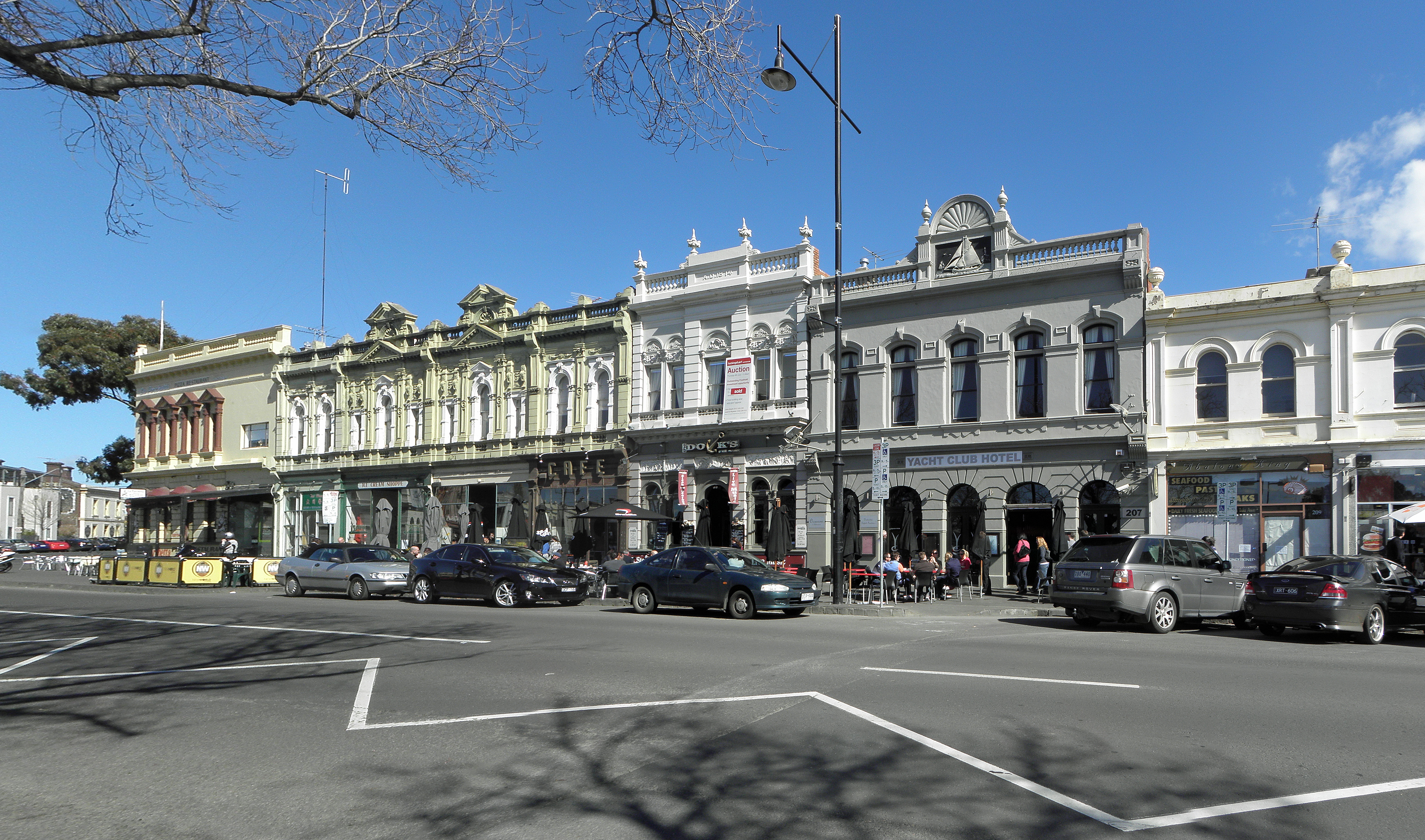
Nelson Place

Les Williamstown Seagulls (les Mouettes) sont une équipe semi-professionnel victorienne de football australien qui évolue en Victorian Football League (VFL) et joue ses matches à domicile au Burbank Oval.
Williamstown CYMS Football Club est le club principal de football amateur de Williamstown. Il est situé sur la route de Burbank. Williamstown abrite également un club de football local, les Williamstown Bandits.
La star du tennis international Mark Philippoussis a grandi à Williamstown.

## Transports et loisirs
Le sentier du littoral Hobsons Bay traverse Williamstown et est une piste très populaire auprès des utilisateurs de loisirs. Williamstown est desservi par trois stations de chemin de fer : North Williamstown, Williamstown Beach et Williamstown, tous sur la ligne de Williamstown.
Il y a trois lignes de bus qui relient Williamstown avec les banlieues environnantes. Les principales liaisons routières de Williamstown sont Kororoit Creek Road menant vers l'ouest vers Altona et deux routes qui se dirigent vers le nord de Newport et Spotswood, à savoir Douglas Parade et Melbourne Road. Ce dernier se connecte au centre de Melbourne par l'intermédiaire du pont de West Gate Bridge.